# پیت کارپنتر
پیت کارپنتر (انگلیسی: Pete Carpenter؛ ۱ آوریل ۱۹۱۴ – ۱۸ اکتبر ۱۹۸۷) یک موسیقی‌دان، آهنگساز، تنظیم‌کننده و نوازندهٔ ترومبون اهل ایالات متحده آمریکا بود.
از فیلم‌ها یا مجموعه‌های تلویزیونی که وی در آن‌ها نقش داشته است می‌توان به اندی گریفیت شو، نقطه گریز، کارآگاه راکفورد و گومر پایل، یو.اس.ام.سی. اشاره نمود.
وی بابت آثارش، برنده جوایزی همچون جایزه امی و جایزه گرمی شده است.